# NGC 3607
NGC 3607 é uma galáxia elíptica (E-S0) localizada na direcção da constelação de Leo. Possui uma declinação de +18° 03' 08" e uma ascensão recta de 11 horas, 16 minutos e 54,5 segundos.
A galáxia NGC 3607 foi descoberta em 14 de Março de 1784 por William Herschel.